# Бюро по расследованию и анализу безопасности гражданской авиации (Франция)
Бюро по расследованию и анализу безопасности гражданской авиации (BEA (фр. «Bureau d'Enquêtes et d'Analyses pour la Sécurité de l'Aviation Civile»)) — исполнительный орган Франции, французское правительственное агентство, ответственное за расследование авиационных происшествий и вырабатывающее требования и рекомендации по безопасности полетов гражданской авиации на основе выполненных исследований.

## Расположение и штатная структура
BEA была создана в 1946 году. Агентство действует в соответствии со статьями R711-1 кодекса гражданской авиации Франции.
Штаб-квартира агентства (BEA) располагается в Ле-Бурже, недалеко от Парижа. Агентство имеет около 120-ти сотрудников, в том числе 30 следователей и 12 помощников следователей. Агентство входит в состав Министерства экологии, устойчивого развития, транспорта и жилищного строительства.
Агентство в соответствии с международными правилами уполномочено правительством Франции расследовать все авиационные происшествия, происходящие на территории Франции или в её воздушном пространстве, а также все аварии, связанные с воздушными судами гражданской авиации Франции, происходящие в международном пространстве или на территории других странах, если власти этих стран не раскрывают технические подробности таких происшествий. Агентство также уполномочено оказывать помощь иностранным следственным органам по их просьбе.
Возглавлял агентство с 17 декабря 2001 года глава BEA Поль-Луи Арсланян, ранее занимавший должность Генерального директора Гражданской авиации Франции. С 2009 по 2013 гг. Главой являлся Жан-Поль Тродек, а с 1 января 2014 года агентство возглавляет Реми Жюти.

## Размещение
Штаб-квартира агентства (BEA) располагается в Ле-Бурже, здание 153, со стороны главного фасада Музея авиации и космонавтики. Площадь здание более 5000 м² (54000 квадратных футов), которая увеличена в 2002 году.
Помимо офиса BEA имеет базу на аэродроме города Мелён — Melun Villaroche Aerodrome, где расположены ангары и охраняемая территория более 6000 квадратных метров (65000 квадратных футов). BEA имеет также ангары и особо охраняемые природные территории в Бонней-сюр-Марн, офисы в Экс-ан-Прованс, Бордо, Ренн и Тулуза. Ранее головной офис располагался в 15-м округе Парижа.